# NGC 1547
NGC 1547 (również PGC 14794) – galaktyka spiralna z poprzeczką (SBbc), znajdująca się w gwiazdozbiorze Erydanu. Odkrył ją 17 października 1885 roku Francis Leavenworth.